# Гийераг, Габриэль-Жозеф
Габриэль-Жозеф Гийераг, граф де Лавернь (фр. Gabriel-Joseph de Lavergne, vicomte de Guilleragues; 18 ноября 1628 — 4 марта 1685) — французский писатель, поэт и дипломат.
Гийераг получил образование в Наваррском колледже и впоследствии продолжил обучение праву в Париже. Позже он вернулся в Бордо и работал адвокатом в парламенте. В 1651 году он познакомился с принцем де Конти, который назначил его своим секретарём. В 1679—1685 гг. посол Франции в Константинополе. Хорошо знал Мольера, Буало и Расина.
Сегодня граф де Лавернь наиболее известен как автор «Португальских писем» (1669), опубликованных анонимно и ставших литературной сенсацией своего времени. На русский язык впервые переведены в 1916 г. А. Я. Левинсоном. Научное издание вышло в 1973 г. в серии «Литературные памятники».

## Публикации произведений
- Гийераг. Португальские письма / Издание подготовили А. Д. Михайлов, А. А. Энгельке ; ответственный редактор Н. И. Балашов. — М. : Наука, 1973. — 288 с. — (Литературные памятники / председатель редколлегии Д. С. Лихачёв). — 50 000 экз.